# ATC kód J05
ATC kód J05 Antivirotika pro systémové užití je hlavní terapeutická skupina anatomické skupiny J. Protiinfekční léčiva pro systémové použití.

## J05A Přímo působící antivirotika

### J05AA Thiosemikarbazony
J05AA01 Metisazon

### J05AB Nukleosidy a nukleotidy, kromě inhibitorů reverzní transkriptázy
J05AB01 Aciklovir
J05AB02 Idoxuridin
J05AB03 Vidarabin
J05AB06 Ganciklovir
J05AB09 Famciklovir
J05AB11 Valaciklovir
J05AB12 Cidofovir
J05AB13 Penciklovir
J05AB14 Valganciklovir
J05AB15 Brivudin
J05AB16 Remdesivir

### J05AC Cyklické aminy
J05AC02 Rimantadin
J05AC03 Tromantadin

### J05AD Deriváty kyseliny fosfonové
J05AD01 Foskarnet
J05AD02 Fosfonet

### J05AE Inhibitory proteáz
J05AE01 Sachinavir
J05AE02 Indinavir
J05AE03 Ritonavir
J05AE04 Nelfinavir
J05AE05 Amprenavir
J05AE07 Fosamprenavir
J05AE08 Atazanavir
J05AE09 Tipranavir
J05AE10 Darunavir

### J05AF Nukleosidové a nukleotidové inhibitory reverzní transkriptázy
J05AF01 Zidovudin
J05AF02 Didanosin
J05AF03 Zalcitabin
J05AF04 Stavudin
J05AF05 Lamivudin
J05AF06 Abakavir
J05AF07 Tenofovir-disoproxil
J05AF08 Adefovir-dipivoxil
J05AF09 Emtricitabin
J05AF10 Entekavir
J05AF11 Telbivudin
J05AF12 Klevudin
J05AF13 Tenofovir-alafenamid
J05AF30 (Kombinace antivirotik)

### J05AG Nenukleosidové inhibitory reverzní transkriptázy
J05AG01 Nevirapin
J05AG02 Delavirdin
J05AG03 Efavirenz
J05AG04 Etravirin
J05AG05 Rilpivirin
J05AG06 Doravirin

### J05AH Inhibitory neuraminidázy
J05AH01 Zanamivir
J05AH02 Oseltamivir
J05AH03 Peramivir
J05AH04 Laninamivir

### J05AP Antivirotika k léčbě infekceHCV
J05AP01 Ribavirin
J05AP02 Telaprevir
J05AP03 Boceprevir
J05AP04 Faldaprevir
J05AP05 Simeprevir
J05AP06 Asunaprevir
J05AP07 Daklatasvir
J05AP08 Sofosbuvir
J05AP09 Dasabuvir
J05AP10 Elbasvir
J05AP11 Grazoprevir
J05AP51 Sofosbuvir a ledipasvir
J05AP52 Dasabuvir, ombitasvir, paritaprevir a ritonavir
J05AP53 Ombitasvir, paritaprevir a ritonavir
J05AP54 Elbasvir a grazoprevir
J05AP55 Sofosbuvir a velpatasvir
J05AP56 Sofosbuvir, velpatasvir a voxilaprevir
J05AP57 Glekaprevir a pibrentasvir
J05AP58 Daklatasvir, asunaprevir a beklabuvir

### J05AR Antivirotika k léčbě infekce HIV, kombinace
J05AR01 Zidovudin a lamivudin
J05AR02 Lamivudin a abakavir
J05AR03 Tenofovir-disoproxil a emtricitabin
J05AR04 Zidovudin, lamivudin a abakavir
J05AR05 Zidovudin, lamivudin a nevirapin
J05AR06 Emtricitabin, tenofovir-disoproxil a efavirenz
J05AR07 Stavudin, lamivudin a nevirapin
J05AR08 Emtricitabin, tenofovir-disoproxil a rilpivirin
J05AR09 Emtricitabin, tenofovir-disoproxil, elvitegravir a kobicistat
J05AR10 Lopinavir a ritonavir
J05AR11 Lamivudin, tenofovir-disoproxil a efavirenz
J05AR12 Lamivudin a tenofovir-disoproxil
J05AR13 Lamivudin, abakavir a dolutegravir
J05AR14 Darunavir a kobicistat
J05AR15 Atazanavir a kobicistat
J05AR16 Lamivudin a raltegravir
J05AR17 Emtricitabin a tenofovir-alafenamid
J05AR18 Emtricitabin, tenofovir-alafenamid, elvitegravir a kobicistat
J05AR19 Emtricitabin, tenofovir-alafenamid a rilpivirin
J05AR20 Emtricitabin, tenofovir-alafenamid a biktegravir
J05AR21 Dolutegravir a rilpivirin
J05AR22 Emtricitabin, tenofovir-alafenamid, darunavir a kobicistat
J05AR23 Atazanavir a ritonavir
J05AR24 Lamivudin, tenofovir-disoproxil a doravirin
J05AR25 Lamivudin a dolutegravir
J05AR26 Darunavir a ritonavir
J05AR27 Lamivudin, tenofovir-disoproxil a dolutegravir

### J05AX Jiná antivirotika
J05AX01 Moroxydin
J05AX02 Lysozym
J05AX05 Inosin pranobex
J05AX06 Pleconaril
J05AX07 Enfuvirtid
J05AX08 Raltegravir
J05AX09 Maravirok
J05AX10 Maribavir
J05AX11 Elvitegravir
J05AX12 Dolutegravir
J05AX13 Umifenovir
J05AX17 Enisamium-iodid
J05AX18 Letermovir
J05AX19 Tiloron
J05AX21 Kyselina imidazolylethanamidopentandiová
J05AX23 Ibalizumab
J05AX24 Tekovirimát
J05AX25 Baloxavir marboxil
J05AX26 Amenamevir
J05AX27 Favipiravir

## Poznámka
- Registrované léčivé přípravky na území České republiky.
- Informační zdroj: Státní ústav pro kontrolu léčiv, Všeobecná zdravotní pojišťovna.